# West Miami
West Miami ist eine Stadt im Miami-Dade County im US-Bundesstaat Florida. Das U.S. Census Bureau hat bei der Volkszählung 2020 eine Einwohnerzahl von 7.233 ermittelt. 

## Geographie
West Miami grenzt direkt an Miami und Coral Gables.

## Geschichte
in den frühen 1900er Jahren war West Miami eine gemeindefreie Ortschaft im Miami-Dade County. Am 7. April 1947 verbot das County u. a. Glücksspiele und die Anzahl der Cocktailstunden. Vier Geschäftsleute investierten daraufhin in die Gründung der Stadt. Jeder von ihnen brachte 400 Dollar auf. Sie suchten nach einem passenden Namen, unter den Vorschlägen fanden sich etwa die Namen „West Gate“, "West Haven" oder der heutige Name, "West Miami". Etwa zur gleichen Zeit verschenkte die Regierung Land, um den Bau von Siedlungen in der Region zu fördern. Nachdem der Erste Weltkrieg zu Ende ging und Soldaten aus dem Krieg zurückkehrten, bauten viele ihre Häuser auf dem freien Land der Regierung, darunter auch West Miami. Bei der Gründung der Stadt gab es etwa 700 Gebäude, heute sind es 6.231.

## Demographische Daten
Laut der Volkszählung 2010 verteilten sich die damaligen 5965 Einwohner auf 2180 Haushalte. Die Bevölkerungsdichte lag bei 3313,9 Einw./km². 95,0 % der Bevölkerung bezeichneten sich als Weiße, 1,3 % als Afroamerikaner, 0,2 % als Indianer und 0,2 % als Asian Americans. 1,9 % gaben die Angehörigkeit zu einer anderen Ethnie und 1,3 % zu mehreren Ethnien an. 90,2 % der Bevölkerung bestand aus Hispanics oder Latinos.
Im Jahr 2010 lebten in 32,6 % aller Haushalte Kinder unter 18 Jahren sowie 45,8 % aller Haushalte Personen mit mindestens 65 Jahren. 73,8 % der Haushalte waren Familienhaushalte (bestehend aus verheirateten Paaren mit oder ohne Nachkommen bzw. einem Elternteil mit Nachkomme). Die durchschnittliche Größe eines Haushalts lag bei 2,86 Personen und die durchschnittliche Familiengröße bei 3,18 Personen.
19,7 % der Bevölkerung waren jünger als 20 Jahre, 23,0 % waren 20 bis 39 Jahre alt, 27,9 % waren 40 bis 59 Jahre alt und 29,2 % waren mindestens 60 Jahre alt. Das mittlere Alter betrug 45 Jahre. 46,9 % der Bevölkerung waren männlich und 53,1 % weiblich.
Das durchschnittliche Jahreseinkommen lag bei 34.754 $, dabei lebten 15,3 % der Bevölkerung unter der Armutsgrenze.
Im Jahr 2000 war Englisch die Muttersprache von 12,61 % der Bevölkerung und spanisch sprachen 87,38 %.

## Verkehr
West Miami wird vom Tamiami Trail (U.S. 41, SR 90) sowie von der Florida State Road 959 tangiert.
Der Flughafen Miami liegt sechs Kilometer nördlich der Stadt.

## Kriminalität
Die Kriminalitätsrate lag im Jahr 2010 mit 217 Punkten (US-Durchschnitt: 266 Punkte) im durchschnittlichen Bereich. Es gab einen Raubüberfall, zehn Körperverletzungen, 67 Einbrüche, 103 Diebstähle und elf Autodiebstähle.